# Бенедікту Антоніу Анжелі
Бенедікту Антоніу Анжелі (порт. Benedicto Antonio Angeli, нар. 10 лютого 1939, Ліндоя) — бразильський футболіст, що грав на позиції нападника. По завершенні ігрової кар'єри — тренер.
Виступав, зокрема, за клуб «Палмейрас».
Переможець Ліги Пауліста. Володар Кубка Італії. Володар Кубка Кубків УЄФА.

## Ігрова кар'єра
У дорослому футболі дебютував 1956 року виступами за команду «Палмейрас», у якій провів три сезони, взявши участь у 82 матчах чемпіонату. Більшість часу, проведеного у складі «Палмейраса», був основним гравцем атакувальної ланки команди.
Згодом з 1959 по 1970 рік грав у складі команд «Ботафогу Сан-Паулу», «Фіорентина», «Ботафогу Сан-Паулу», «Америка» (Сан-Паулу) та «Комерчіаль СП». Протягом цих років виборов титул володаря Кубка Італії, ставав володарем Кубка Кубків УЄФА.
Завершив ігрову кар'єру в команді «Сертаоцино», за яку виступав протягом 1971—1972 років.

## Кар'єра тренера
Розпочав тренерську кар'єру, повернувшись до футболу після невеликої перерви, 1977 року як тренер молодіжної команди клубу «Ботафогу Сан-Паулу».
Протягом тренерської кар'єри також очолював команди «Ботафогу Сан-Паулу», «Америка» (Сан-Паулу), «Убераба», «Комерчіаль (сп)», «Франкана», «Примавера», «Пірассунунгуенсе», «Сертаозіньйо», «Касіва Рейсол» та «Пірассунунга».
Наразі останнім місцем тренерської роботи був клуб «Сімідзу С-Палс», головним тренером команди якого Бенедікту Антоніу Анжелі був протягом 2004 року.

## Титули і досягнення
- Переможець Ліги Пауліста (1):

«Палмейрас»: 1959
- Володар Кубка Італії (1):

«Фіорентина»: 1960–1961
- Володар Кубка Кубків УЄФА (1):

«Фіорентина»: 1960–1961